# وادي لصف (نهم)

تعديل مصدري - تعديل

وادي لصف هي إحدى قرى عزلة الحنشات بمديرية نهم التابعة لمحافظة صنعاء، بلغ تعداد سكانها 1374 نسمة حسب تعداد اليمن لعام 2004.